# Heng Freylinger
Henri „Heng” Freylinger (ur. 23 września 1926 w Schuttrange, zm. 17 stycznia 2017) – luksemburski zapaśnik walczący w stylu klasycznym. Olimpijczyk z Helsinek 1952, gdzie zajął czternaste miejsce w kategorii do 73 kg.

## Letnie Igrzyska Olimpijskie 1952
| Konkurencja          | Rundy eliminacyjne  | Rundy eliminacyjne           | Klas. końcowa |
| Konkurencja          | Przeciwnik I        | Przeciwnik II                | Miejsce       |
| -------------------- | ------------------- | ---------------------------- | ------------- |
| 73 kg styl klasyczny | Khalil Taha (LIB) P | Gottfried Anglberger (AUT) P | 14.           |